# Beatriz de Moura
Beatriz de Moura (Río de Janeiro, 1939) es una editora hispano brasileña, fundadora de Tusquets Editores y directora literaria de esta editorial durante más de cuarenta años. Fue galardonada en 2010, con la Medalla de Oro a las Bellas Artes y en 2006 con el premio Sant Jordi.

## Biografía
Hija de un diplomático brasileño, vivió en múltiples países durante su infancia y juventud. Estudió traducción en Ginebra. 
Después de haber trabajado en diversas editoriales en Barcelona, constituyó en 1968, junto con su entonces marido, el arquitecto Oscar Tusquets, una nueva editorial denominada Tusquets Editores, que comenzó su andadura en 1969 con la publicación de dos colecciones “Cuadernos ínfimos” y “Cuadernos Marginales”. 
La editorial Tusquets ha publicado en español, por ejemplo, las obras de Ernst Jünger, Milan Kundera o E.M. Cioran. La propia Beatriz de Moura ha traducido del francés Los testamentos traicionados, La lentitud, La identidad y La ignorancia de Milan Kundera. 
Fue miembro del Foro Babel, iniciativa cívica de defensa del bilingüismo en Cataluña frente a la política lingüística monolingüista del gobierno de Jordi Pujol.
En 1999, fue distinguida con el Reconocimiento al Mérito Editorial, galardón otorgado por la Feria Internacional del Libro de Guadalajara (México), "por su labor profesional como editora literaria al fundar en 1969 la editorial Tusquets, a la que ha sabido imprimir su propia vocación cosmopolita".
En 2006 recibió la Cruz de Sant Jordi que entrega la Generalidad de Cataluña y en 2010 el Ministerio de Cultura de España le otorgó la Medalla de Oro al Mérito en las Bellas Artes.
En 2012 De Moura firmó un acuerdo con el grupo Planeta para la administración y distribución de Tusquets, editorial que finalmente vendió completamente.
En 2017 donó el archivo de la editorial a la Biblioteca Nacional de España.